# الزهر (إب)
الزهر هي إحدى قرى الجمهورية اليمنية. وهي تتبع جغرافيًا لمحافظة إب. وإداريًا لمديرية العدين. يبلغ تعداد سكانها 1232 نسمة حسب الإحصاء الذي جرى عام 2004.